# Elena Shvarts
Elena Andreievna Shvarts (a veces romanizado Schwarz, Shvarts o incluso Švarc, en ruso: Еле́на Андре́евна Шварц), (Leningrado, 17 de mayo de 1948, - San Petersburgo, 11 de marzo de 2010), fue una poeta y novelista rusa, una de las figuras más destacadas de la cultura underground de los 70 y de los 80 en la Unión Soviética.

## Biografía
Shvarts comienza a escribir cuando todavía iba al colegio. Ella se describe a sí misma como una persona con raíces que judeo-eslavas-tártaras-gitanas. Su madre era directora literaria en el Teatro Bolshoi. Estudia en la Universidad de Tartu y sus escritos aparecen publicados en el  diario de la universidad. Se da a conocer igualmente gracias al samizdat y se convierte en una figura de la cultura underground de Leningrado. Trabajó igualmente como traductora para diversas compañías teatrales.
Antes de la perestroika en la URSS se publicó tan solo en samizdat, y se negó a difundir su obra a través de les revistas rusas que se publicaban en la Europa Occidental. Sus primeras colecciones poéticas verán la luz a finales de los 70, especialmente Tantsuiusxii David («David bailando») y Stikhi («Poemas»), así como una novela en verso, Trud i dni Lavinii. Su recopilación Krug («El círculo») fue publicado en estos mismos años. Su obra se compone de más de una decena de recopilatorios. Su poesía se distingue por su ritmo, alterna métricas diferentes, una multiplicidad de voces y una organización narrativa de los poemas.
Si bien sus textos no dudan de hacer referencia a las imágenes religiosas tradicionales, (ángeles, demonios, iconos, visiones del cielo y del infierno), la creencia que traspúan sus poemas está lejos de ser ortodoxa.
Durante su vida recibió diferentes galardones, entre los cuales destaca especialmente el Premio Andrei Beli de 1979.
Murió el 11 de marzo de 2010 de cáncer. El funeral se llevó a cabo el domingo 14 de marzo, a la Catedral de la Santa Trinidad de San Petersburgo. Fue enterrada en el Cementerio Volkovo con su madre.

## Principales publicaciones

### Poemas
- «Танцующий Давид» ("David dansant") (Nueva York: Russica Publishers, 1985)
- «Стихи» ("Versos") (París: Vesseda, 1987)
- «Труды и дни Лавинии, монахини из ордена Обрезания Сердца» ("Obras y días de Lavínia, una monja del Orden de la circumcisión del corazón") (Ann Arbor: Ardis Publishers, 1987)
- «Стороны света» ("Dirección cardenal") (Leningrado: Escritor soviético, rama de Leningrado, 1989)
- «Стихи» ("Versi") (Leningrad: Ассоциация «Новая литература», 1990)
- «Лоция ночи. Книга поэм» ("Piloto de la noche, un libro de poesía") (San Petersburg: Escritor soviético, Departamento de San Petersburgo, 1993)
- «Песня птицы на дне морском» ("Canción del pájaro en el fondo del mar") (Sant Petersburg: Fundació Puixkin, 1995)
- «Mundus Imaginalis» (СПб.: Эзро, 1996)
- «Западно-восточный ветер» ("El viento de este-oeste") (San Petersburgo: Fundación Pushkin, 1997)
- «Соло на раскалённой трубе» ("El solo en la trompeta calentada") (Sant Petersburg: Fundació Puixkin, 1998)
- «Стихотворения и поэмы» ("Versos y poemas") (San Petersburgo: Inapress, 1999)
- «Дикопись последнего времени» ("Escritos furiosos de la último período") (San Petersburgo: Fundación Pushkin, 2001)
- «Трость скорописца» ("El bastón del taquígrafo") (San Petersburgo: Fundación Pushkin, 2004)
- «Вино седьмого года» ("El vino del séptimo año") (San Petersburgo: Fundación Pushkin, 2007)

### Prosa y ensayos
- Определение в дурную погоду ("Definición del mal tiempo") (San Petersburgo: Fundación Pushkin, 1997)
- Видимая сторона жизни ("El lado visible de la vida") (San Petersburgo: Limbus, 2003)

### Recolecciones
- «Сочинения Елены Шварц» (Obras selectas de Elena Shvarts, Vólumenes I-II), тт. I-II (San Petersburgo: Fundación Pushkin, 2002, versos y poemas largos)
- «Сочинения Елены Шварц» (Obras selectas de Elena Shvarts, Vólumenes III-IV), тт. III-IV (San Petersburgo: Fundación Pushkin, 2008, versos, prosa y obras de teatro)

### Antologías
- Child of Europe: A New Anthology of East European Poetry, editado por Michael March (Londres: Penguin, 1990)
- Twentieth-Century Russian Poetry, editado por John Glad and Daniel Weissbort (Iowa City: University of Iowa Press, 1992)
- Contemporary Russian Poetry: A Bilingual Anthology, ed. Gerald Smith (Bloomington and Indianapolis: Indiana University Press, 1993)
- Third Wave: The New Russian Poetry, eds. Kent Johnson and Stephen M. Ashby (Ann Arbor: University of Michigan Press, 1992)
- In the Grip of Strange Thoughts: Russian Poetry in the New Era, ed. J. Kates (Zephyr Press, 1999)